# Río Pizote
El río Pizote, también llamado río Niño, es un río de Costa Rica, perteneciente a la sub-vertiente norte de la vertiente del mar Caribe. Nace en la cordillera volcánica de Guanacaste y desemboca en el lago de Nicaragua. Sus aguas drenan el cantón de Upala, en la provincia de Alajuela. Sus principales afluentes son los ríos Bochinche, Caño Blanco, Cucaracho y sus afluentes los ríos Blanco, Azul, Francia, Mariposa, Elba, Negro y Pénjamo; así como por el río Caño Negro y sus tributarios Jalapiedra, Frijoles, Aguas Verdes, Negro y Raudales. Su nombre hace referencia a la forma coloquial con la que se conoce en Costa Rica al coatí (Nasua narica).